# Селма (Калифорнија)
Селма (енгл. Selma) град је у америчкој савезној држави Калифорнија. По попису становништва из 2010. у њему је живело 23.219 становника.

## Демографија
Према попису становништва из 2010. у граду је живело 23.219 становника, што је 3.775 (19,4%) становника више него 2000. године.
| Група             | 2000.          | 2010.          |
| Белци             | 4.332 (22,3%)  | 3.660 (15,8%)  |
| Афроамериканци    | 146 (0,8%)     | 284 (1,2%)     |
| Азијати           | 619 (3,2%)     | 1.057 (4,6%)   |
| Хиспаноамериканци | 13.952 (71,8%) | 18.014 (77,6%) |
| Укупно            | 19.444         | 23.219         |